# Abejorral
Abejorral est une municipalité située dans le département d'Antioquia, en Colombie.

## Personnalités liées à la municipalité
- Jaime Jaramillo Uribe (1917-) : historien né à Abejorral.